# Нали ти рекох
Нали ти рекох (на македонска литературна норма: Нели ти реков) е игрален филм от Социалистическа Република Македония, през 1977 година направен като телевизионен сериал, а през 1984 година като самостоятелен филм. Режисьор е Стефо Цървенковски, а сценарист - Русомир Богдановски. Главните роли се изпълняват от Коле Ангеловски, Петре Арсовски, Марин Бабич, Димитър Гешоски, Мето Йовановски, Георги Колозов, Ристо Шишков (Александър Турунджев) и други.
Действието на филма се развива в началото на XX век в Македония. Историята се върти около легендарния лерински войвода Александър Турунджев, водил редица борби в областта по време и след Илинденското въстание от 1903 година. През пролетта на 1904 година четата му е предадена от Митре Гинков от Айтос, който във филма е представен като върховист (а върховистите във филма са представени като по-опасни и жестоки врагове на "македонското народоосвободително движение" от Османската империя) и агент на българския царски двор. Александър Турунджев е заловен и обесен в центъра на Битоля през 1905 година.